# Roman Peszko
Roman Józef Peszko (ur. 1 listopada 1893 w Krzemienicy, zm. między 13 a 14 kwietnia 1940 w Katyniu) – kapitan administracji (piechoty) Wojska Polskiego, kawaler Krzyża Walecznych, ofiara zbrodni katyńskiej.

## Życiorys
Był synem Andrzeja i Marii z Bytnarów. Absolwent Seminarium Nauczycielskiego w Krakowie i szkoły oficerskiej w Trydencie. Uczestnik I wojny światowej w szeregach cesarsko-królewskiej Obrony Krajowej.
W Wojsku Polskim od 1918. 12 października 1919 w stopniu porucznika został przeniesiony z DOLK Kraków do 6 Dywizji Piechoty. Następnie w szeregach 16 pułku piechoty. W jego szeregach walczył w wojnie polsko-bolszewickiej. Został odznaczony Krzyżem Walecznych. W 1924 w stopniu kapitana ze starszeństwem z dniem 1 czerwca 1919 i 947 lokatą służył nadal w 16 pp. 26 lutego 1925 został przeniesiony z 16 pp do Korpusu Ochrony Pogranicza. Służył w baonie KOP „Borszczów”. 26 maja 1926 została zawiązana spółdzielnia 14 baonu KOP z siedzibą w Borszczowie. Peszko wszedł w skład zarządu spółdzielni. 8 sierpnia 1930 został powołany na XVI czteromiesięczny kurs unitarny w Doświadczalnym Centrum Wyszkolenia w Rembertowie. W 1931 został przeniesiony do 39 pułku piechoty. Z dniem 1 marca 1934 został przeniesiony z 39 pułku piechoty do PKU Jarosław „celem odbycia praktyki poborowej”. Z dniem 1 stycznia 1935 został wyznaczony na stanowisko kierownika I referatu PKU Jarosław. Ostatni przydział z marca 1939 to kierownik I referatu ewidencji w KRU Jarosław. 
Po wybuchu II wojny światowej i agresji ZSRR na Polskę, 17 września 1939 dostał się do niewoli sowieckiej na drodze z Tarnopola na południe, 14 kilometrów od miejscowości Kopyczyńce. Według stanu z grudnia 1939 był jeńcem obozu jenieckiego w Kozielsku. Ostatnią wiadomość rodzina otrzymała w lutym 1940, był to list z Kozielska z datą 30 stycznia 1940. Między 11 a 12 kwietnia 1940 przekazany do dyspozycji naczelnika Zarządu NKWD Obwodu Smoleńskiego – lista wywózkowa 022/2 pozycja 68, nr akt 3110 z 9 kwietnia 1940. Został zamordowany między 13 a 14 kwietnia 1940 w lesie katyńskim przez funkcjonariuszy Obwodowego Zarządu NKWD w Smoleńsku oraz pracowników NKWD przybyłych z Moskwy na mocy decyzji Biura Politycznego KC WKP(b) z 5 marca 1940. Ofiary tej zbrodni grzebano w bezimiennych mogiłach zbiorowych, gdzie od 28 lipca 2000 mieści się oficjalnie Polski Cmentarz Wojenny w Katyniu. W miejscu tym prowadzone były ekshumacje i prace archeologiczne. W 1943 jego ciało zostało zidentyfikowane w toku ekshumacji nadzorowanych przez Niemców pod numerem 1351 (raport dzienny z 7 maja 1943). Przy jego szczątkach znaleziono m.in.: książeczkę oszczędnościową, świadectwo szczepień z Kozielska, wykręcany ołówek, łańcuszek do zegarka, medalik z łańcuszkiem oraz list z kopertą. Figuruje na liście Komisji Technicznej PCK pod numerem 01351. 
W Archiwum Robla znajduje się list wysłany przez siostrę ppor. rez. Michała Mazura. W liście Peszko (bez imienia) jest wspomniany, jako znajdujący się w tym samym miejscu, co adresat listu (pakiet 01987-01). Ponadto Peszko wymieniony jest na liście oficerów znajdującej się w kalendarzyku kpt. Feliksa Gadomskiego (pakiet 0747-06). Znajduje się na liście ofiar opublikowanej w 1943 w Gońcu Krakowskim nr 115 – dosł. opisany jako Peszka Roman, a także w Nowym Kurierze Warszawskim nr 125.

### Życie prywatne
Był żonaty z Anną z Kozarów, miał czworo dzieci: Adama, Marię, Stanisława, Macieja.

## Upamiętnienie
Minister obrony narodowej Aleksander Szczygło decyzją Nr 439/MON z 5 października 2007 awansował go pośmiertnie na stopnień majora. Awans zostały ogłoszone 9  listopada 2007 w Warszawie, w trakcie uroczystości „Katyń Pamiętamy – Uczcijmy Pamięć Bohaterów”.
W ramach akcji „Katyń... pamiętamy” / „Katyń... Ocalić od zapomnienia”, zasadzone zostały Dęby Pamięci przez Zespół Szkół im. Obrońców Westerplatte, ul Dąbrówki 211, Łańcut oraz w Krakowie-Prokocimiu przez Publishing School.

## Ordery i Odznaczenia
- Krzyż Walecznych[13][32]
- Srebrny Krzyż Zasługi „ za zasługi w służbie wojskowej”[13][33][34]
- Medal Dziesięciolecia Odzyskanej Niepodległości[35]
- Medal Pamiątkowy za Wojnę 1918–1921[35]
- Srebrny Medal za Długoletnią Służbę[36]
- Brązowy Medal za Długoletnią Służbę[36]
- Krzyż Kampanii Wrześniowej – pośmiertnie 1 stycznia 1986[37]

21 czerwca 1938 Komitet Krzyża i Medalu Niepodległości odrzucił wniosek o nadanie mu tego odznaczenia.